# Pontoon Beach
Pontoon Beach ist ein Village im  Madison County im Westen des US-amerikanischen Bundesstaates Illinois. Das U.S. Census Bureau hat bei der Volkszählung 2020 eine Einwohnerzahl von 5.876 ermittelt.
Die Stadt liegt unweit des Ostufers des Mississippi River inmitten des Metro-East genannten in Illinois liegenden östlichen Vorortbereiches um die Stadt St. Louis in Missouri.

## Geografie
Pontoon Beach liegt auf 38°43'34 nördlicher Breite und 90°03'38" westlicher Länge. Die Stadt erstreckt sich über 21,9 km², die sich auf 21,2 km² Land- und 0,7 km² Wasserfläche verteilen.
Die Stadt rund 11 km östlich des Mississippi River, der die Grenze nach Missouri bildet.
Nördlich von Pontoon Beach verläuft in West-Ost-Richtung mit der Interstate 270 ein Zubringer zur Interstate 70, den östlichen Abschluss des Ortes bildet die nord-südlich verlaufende Interstate 255, die einen Zubringer zur Interstate 55 bildet. Durch Pontoon Beach führen die Illinois State Routes 3, 111, 162 und 203 sowie eine Reihe untergeordneter Straßen.
Im Süden des Ortes verlaufen mehrere parallele Bahnlinien in nordost-südwestlicher Richtung.
Das Stadtzentrum von St. Louis liegt rund 20 km südwestlich von Pontoon Beach, Illinois’ Hauptstadt Springfield ist über die Interstate 55 nach 140 km in nord-nordöstlicher Richtung zu erreichen.

## Demografische Daten
Bei der Volkszählung im Jahre 2000 wurde eine Einwohnerzahl von 5620 ermittelt. Diese verteilten sich auf 2134 Haushalte in 1519 Familien. Die Bevölkerungsdichte lag bei 265,1/km². Es gab 2343 Wohngebäude, was einer Bebauungsdichte von 110,5/km² entsprach.
Die Bevölkerung bestand im Jahre 2000 aus 87,7 % Weißen, 8,9 % Afroamerikanern, 0,6 % Indianern, 0,8 % Asiaten und 0,7 % anderen. 1,3 % gaben an, von mindestens zwei dieser Gruppen abzustammen. 1,9 % der Bevölkerung bestand aus Hispanics, die verschiedenen der genannten Gruppen angehörten.
Die Bevölkerung verteilte sich auf 28,2 Prozent unter 18 Jahren, 11,0 Prozent von 18 bis 24 Jahren, 30,6 Prozent von 25 bis 44 Jahren, 21,8 Prozent von 45 bis 64 Jahren und 8,4 Prozent von 65 Jahren oder älter. Das mittlere Alters lag bei 32 Jahren. Auf 100 weibliche Bewohner kamen statistisch 96,5 männliche, bei den über 18-jährigen 91,9.
Das mittlere Haushaltseinkommen betrug 38.348 $, das mittlere Familieneinkommen lag bei 45.947 $. Das Pro-Kopf-Einkommen in Fairmont City betrug 15.960 $. 8,7 % der Familien und 10,6 % der Gesamtbevölkerung lagen mit ihrem Einkommen unter der Armutsgrenze.